# Manuela Dudeck
Manuela Dudeck  (* 1968 in Rostock) ist eine deutsche Psychiaterin.

## Leben
Von 1988 bis 1994 studierte sie Humanmedizin an der Universität Rostock mit Auslandsaufenthalten in Nicaragua und Österreich (1996 Approbation als Ärztin). Seit 2013 ist sie Lehrstuhlinhaberin und Ärztliche Direktorin der Klinik für Forensische Psychiatrie und Psychotherapie der Universität Ulm am BKH Günzburg.

## Schriften (Auswahl)
- mit Johannes Kaspar und Michael Lindemann (Hrsg.): Verantwortung und Zurechnung im Spiegel von Strafrecht und Psychiatrie. Baden-Baden 2014, ISBN 3-8487-1178-8.
- mit Florian Steger (Hrsg.): Ethik in der Forensischen Psychiatrie und Psychotherapie. Berlin 2018, ISBN 3-95466-360-0.
- Psychiatrische Beispielgutachten. Ein Praxisbuch für Einsteiger und Fortgeschrittene. Stuttgart 2019, ISBN 3-17-033736-X.